# Clémencey
Clémencey is een plaats en voormalige gemeente in het Franse departement Côte-d'Or (regio Bourgogne-Franche-Comté) en telt 92 inwoners (1999). De plaats maakt deel uit van het arrondissement Beaune. Clémencey is op 1 januari 2019 gefuseerd met de gemeente Quemigny-Poisot tot de gemeente Valforêt.  

## Geografie
De oppervlakte van Clémencey bedraagt 9,8 km², de bevolkingsdichtheid is 9,4 inwoners per km².
De onderstaande kaart toont de ligging van Clémencey met de belangrijkste infrastructuur en aangrenzende gemeenten.

## Demografie
Onderstaande figuur toont het verloop van het inwonertal (bron: INSEE-tellingen).